# Troglodytes troglodytes hirtensis
El chochín de San Kilda (Troglodytes troglodytes hirtensis) es una subespecie del chochín común endémica del archipiélago de San Kilda, ubicado en el océano Atlántico a sesenta y cuatro kilómetros al oeste de las islas Hébridas, en Escocia. Su nombre en gaélico es "dreathan-donn".

## Descripción
El chochín de San Kilda se distingue de los otros chochines por su mayor tamaño, además de su coloración, la cual es más gris y menos castaña rojiza. Difiere de otras subespecies de las islas escocesas por su cuerpo grande y fuerte y su plumaje más gris y pálido.

## Estatus
El chochín de San Kilda es una especie residente en la isla de San Kilda. Su población se estimó en aproximadamente doscientas treinta parejas aptas para la reproducción en 2002.